# Сиза Виейра, Алвару
А́лвару Си́за Вие́йра (порт. Álvaro Siza Vieira; род. 1933) — португальский архитектор. Один из важнейших представителей архитектуры XX века. Лауреат Притцкеровской премии.

## Биография и основные работы
Родился в 1933 году в городе Матозиньюш, неподалёку от Порту. В 1955 году окончил архитектурный факультет Университета Порту.
За годы работы (первые проекты датированы 1954 годом) реализовано более 140 проектов (в том числе и за пределами Португалии — в Нидерландах, Испании, Италии, Бразилии), таких как жилой квартал Малагьера в Эвора (1977—1995), Архитектурный факультет в Порту (1987—1993), жилой район Шиаду в Лиссабоне (с 1988 года), музей современного искусства Серральвес (1996-99) в Порту, приходской центр в Марку ди Канавезеш (1990), новый корпус музея Амстердама, галерея Серпантин в Лондоне, Галисийский центр современного искусства, факультет информатики в Сантьяго де Компостела, станция метро в Неаполе, центр туристической информации Colon в Мадриде а также Португальский павильон (совместно с Сесилом Бэлмондом) на всемирной выставке ЭКСПО-98 в Лиссабоне. Всемирно известными стали его проекты района Схильдерсвик в Гааге, Нидерланды (1989—1993), жилого дома «Bonjour Tristesse» в Берлине (1980—1984), офис компании «Витра» в Вайль-на-Рейне в Германии (1991—1994).
Работает также в области скульптуры, графики и дизайна мебели. Профессор Университета Порту. Для Альвару Сиза характерна сдержанная, вдумчивая архитектура, прекрасно вписанная в окружающий ландшафт.
Алвару Сиза является членом Международного попечительского комитета по созданию в Москве музея Дома Мельникова.

Я бы сказал, что архитектура — это искусство. Архитектура дается всё тяжелее, у неё столько проблем. Говорить о ней, как об искусстве, стало почти табу. Сегодня качество архитектуры вызывает порой негативную реакцию, и я чувствую необходимость остановиться и просто рисовать. Я также опасно увлечен скульптурой. Я знаю, что Ричард Майер делает скульптуру, и другие архитекторы тоже. Возможно, в скульптуре они могут выразить себя свободнее, чем в архитектуре.— Альвару Сиза

## Семья
Сын — Алвару Лейте Сиза Виейра 1962 г.р., также архитектор, в 1994 году окончил архитектурный факультет университета Порту (лауреат Архитектурной премии (АрхиП)).

## Премии
- Лауреат премии Миса ван дер Роэ в 1988 году
- Лауреат Притцкеровской премии в 1992 году[6]
- Лауреат Императорской премии Японии в 1998 году
- Лауреат премии Вольфа в 2001 году
- Лауреат Золотого льва — высшей премии Биеннале в Венеции и ряда других наград в Европе и Америке[7]
- Лауреат золотой медали Королевского Института Британских архитекторов в 2009 году

## Книги
- Кеннет Фрамптон. Альвару Сиза. — PHAIDON, 2000. — включает все работы Альвару Сиза за 40 лет.